# Анамнезис (литургия)
Вижте пояснителната страница за други значения на Анамнезис.
Анамнезисът (от гръцки: Ανάμνησις – възпоменание; ретроспекция) е част от евхаристийната молитва (анафората) в християнството.
Има за цел да припомни делата от историята по спасението на човечеството, включително и най-вече Тайната вечеря.

Името ѝ идва от думите на Исус Христос, които Спасителят произнася на Тайната вечеря: 
| „ | И като взе хляб и благодари, преломи и им даде, казвайки: това е Моето тяло, което за вас се дава; това правете за Мой спомен. | “ |

(Лука 22:19; 1 Коринтяни 11:24)